# Youth in Crisis
Youth in Crisis ist ein US-amerikanischer Dokumentar-Kurzfilm aus dem Jahr 1943.

## Handlung
Durch den Zweiten Weltkrieg hat sich die Situation der Jugendlichen im Land wesentlich verändert. Viele Väter sind als Soldaten im Krieg, die Mütter arbeiten und Jugendliche verdienen plötzlich Gehälter wie ihre Väter. Dies führt zu negativen Entwicklungen: Die Kinder ordnen sich nicht mehr ihren Eltern unter, konsumieren Alkohol, Drogen und pornografische Schriften, während junge Frauen immer häufiger mit Soldaten intim werden, weil sie es als eine patriotische Pflicht empfinden. Wieder andere Jugendliche werden zu Rowdys und randalieren in den Straßen. Seit Eintritt der USA in den Zweiten Weltkrieg vor zwei Jahren hat sich die Zahl der Jugendkriminalitätsfälle verdoppelt.
Der Film zeigt mögliche Auswege für Jugendliche, wobei der Part von einer Rede J. Edgar Hoovers eingeleitet wird, in der er deutlich macht, dass vor allem die Familien selbst der kriminellen Energie ihrer Kind entgegentreten müssen. Jugendliche sollten sich unter Aufsicht von Erwachsenen entwickeln, beispielsweise in 4-H-Clubs bei gemeinnütziger Arbeit oder beim Verkauf von Kriegsanleihen.

## Produktion
Youth in Crisis war einer von zahlreichen Filmen der Zeit, die sich mit dem (neuen) Problem der Jugendkriminalität auseinandersetzten (weitere bspw. Where Are Your Children?, 1943; Children of Mars, 1943; Youth Runs Wild, 1944). Der Film erschien als Teil der Reihe March of Time (10. Staffel, 3. Folge). Er erhielt am 5. November 1943 einen Copyright-Eintrag.

## Auszeichnungen
Youth in Crisis wurde 1944 für einen Oscar in der Kategorie Bester Dokumentar-Kurzfilm nominiert, konnte sich jedoch nicht gegen December 7th durchsetzen.